# Eric Benét
Pour les articles homonymes, voir Benet (homonymie).
Eric Benét Jordan (né le 15 octobre 1966 à Milwaukee dans le Wisconsin) est un chanteur de R'n'B américain.

## Biographie

### Jeunesse et formation
Eric Benét est né le 15 octobre 1966 à Milwaukee, dans le Wisconsin, il a suivi ses études secondaires à la Milwaukee Trade and Technical High School.

### Carrière professionnelle
Il fait ses débuts dans le groupe Benet avec sa sœur et son cousin. En 1992, le trio signe un premier album, du même nom, qui passe inaperçu. Eric Benet décide alors de se lancer dans une carrière solo et sort son premier album True to Myself en 1996. Suit A Day in the Life trois ans plus tard qui contient le hit R&B Spend My Life With You.
Il connaît un succès, avec trois premières places au Hot R&B/Hip-Hop Songs en 1999, 2005 et 2006 et cinq albums publiés chez Warner Records.
Il collabore avec Mariah Carey sur le titre Want you et fait une apparition dans le film Glitter avec elle, nom éponyme de l'album de la chanteuse en 2001.
En 2012, il collabore avec Lil Wayne sur le titre Redbone Girl. Il invite Sofiane Tadjine-Lambert (Star Academy 4, les Anges 2)  à participer à l'un de ses nouveaux singles durant l'émission de télé-réalité Les Anges de la téléréalité 4 : Club Hawaï.
Eric Benét accuse les rappeurs qui soutiennent les rappeurs blancs, notamment les rappeurs suprémacistes, pour rappeler que le R&B comme le rap sont l’expression de la culture afro-américaine,,.
Il chante "Spend my life with you" lors du dernier épisode de la série américaine Beverly Hills 90210 ,  à l'occasion du mariage de David et de Donna. ( saison 10, épisode 27).

### Vie privée
Il est marié avec Halle Berry de 2001 à 2005.

Benét se remarie avec Manuela Testolini en 2011. Ils ont deux enfants, Lucia Bella et Amoura Luna.

## Discographie

### Albums
- 1996 : True to Myself (en)
- 1999 : A Day in the Life (Eric Benét album) (en)
- 2001 : Better and Better (en)
- 2005 : Hurricane (Eric Benét album) (en)[10]
- 2008 : Love & Life (Eric Benét album) (en)
- 2010 : Lost in Time (Eric Benét album) (en)
- 2012 : The One (Eric Benét album) (en)
- 2016 : Eric Benét (album) (en)

### Compilations
- 2012 : The One (Eric Benét album) (en)
- 2014 : From E to U: Volume 1 (en)